# Судебный процесс по делу об изнасиловании на Питкэрне (2004)
В ходе судебного процесса по делу об изнасиловании на Питкэрне в 2004 году семерым мужчинам, живущим на острове Питкэрн, было предъявлено 55 обвинений в сексуальных преступлениях против детей и молодёжи. Обвиняемые представляли треть мужского населения острова, включая мэра Стива Кристиана. 24 октября все обвиняемые, кроме одного, были признаны виновными хотя бы по некоторым пунктам обвинения. Ещё шесть человек, живущих за границей, в том числе Шон Кристиан, который позже стал мэром Питкэрна, в 2005 году предстали перед судом по 41 пункту обвинения в отдельном судебном процессе в Окленде.
Судебный процесс неоднократно прерывался судебными исками со стороны жителей острова, которые отрицали колониальный статус острова, а вместе с ним и судебную власть Великобритании. Адвокаты семи обвиняемых заявили, что британский суверенитет над островами является неконституционным. Мятежники HMS Bounty, от которых происходит почти всё нынешнее население острова (вместе с полинезийцами), фактически отказались от своего британского гражданства и сожгли «Баунти» в 1790 году. По словам общественного защитника Островов Питкэрн Пола Дакра, жители территории по-прежнему ежегодно отмечали этот акт, сжигая изображение корабля, что является символическим отказом от британского правления. Защита утверждала, что Великобритания никогда не предъявляла официальных претензий к Питкэрну и никогда официально не сообщала жителям острова, что к ним применимо британское законодательство, такое как Акт о половых преступлениях 1956 года.
В решении, вынесенном 18 апреля 2004 года, Верховный суд Питкэрна отклонил утверждение о том, что Питкэрн не является британской территорией. Это решение было поддержано в августе 2004 года Апелляционным судом Питкэрна, одобрившим утверждение заместителя губернатора Мэтью Форбса о том, что Питкэрн является британской территорией. Отсрочка судебного разбирательства до тех пор, пока Судебный комитет Тайного совета не вынесет решения по дополнительной апелляции, была отклонена. Судебный процесс начался 30 сентября 2004 года. Вердикт был вынесен 24 октября года, и все обвиняемые, кроме одного, были признаны виновными по крайней мере по некоторым из предъявленных им обвинений. Признанные виновными были принесены к приговору 29 октября.

## История
Удалённость Питкэрна защитила крошечное население от постороннего внимания. Это включало соответствующее молчаливое принятие поведения по отношению к островам, которое в Великобритании рассматривается как сексуальное насилие над детьми. В 1950-х годах было зарегистрировано три случая тюремного заключения за секс с несовершеннолетними девушками.
В 1999 году полицейский из графства Кент и временно работающая на Питкэрне Гэйл Кокс начала раскрывать обвинения в сексуальном насилии. Когда в 1999 году 15-летняя девочка выдвинула обвинение в изнасиловании, было возбуждено уголовное дело под кодовым названием «Операция Юник». Обвинения включают 21 пункт об изнасиловании, 41 пункт о непристойном нападении и два случая грубого непристойного поведения с ребёнком до 14 лет. В течение следующих двух лет полицейские Австралии, Новой Зеландии и Великобритании опросили каждую женщину, которая жила на Питкэрне за последние 20 лет, а также всех обвиняемых. Прокурор Питкэрна Саймон Мур стал хранить это дело.
Австралийский пастор Церкви адвентистов седьмого дня Невилл Тосен, который провёл два года на Питкэрне, сказал, что по прибытии он был поражён поведением детей. Но он не сразу понял, что происходит:
Я заметил тревожные признаки, такие как необъяснимые перепады настроения <...> Мне потребовалось три месяца, чтобы понять, что с ними жестоко обращаются.
Тосен попытался передать дело в Совет острова, но получил отказ. Один из советников сказал ему: «Послушайте, брачный возраст всегда начинался от 20 лет, и им это не повредило».
Изучение островных записей подтвердило неофициальные данные о том, что большинство девочек рожали своего первого ребёнка в возрасте от 12 до 15 лет. «Я думаю, что девочки были вынуждены признать, что это мужской мир, и когда им исполнилось 12 лет, они получили право на участие», — сказал Тосен. Матери и бабушки смирились с ситуацией, сказав ему, что их собственный детский опыт был таким же; они считали это просто частью жизни на Питкэрне. Тосен был убеждён, что ранний сексуальный опыт очень вреден для девочек. «Они не могут уладить или установить прочные отношения. Несомненно, они действительно страдали», — решительно сказал он.
Тосен отметил, что 13 первых поселенцев были убиты, многие из которых были в драках из-за женщин, прежде чем Джон Адамс, единственный выживший мятежник, усмирил их с помощью Библии:
Это остров, который изменило Евангелие, но изменения были лишь поверхностными <...> В глубине души они придерживались менталитета мятежников. Они, должно быть, знали, что их образ жизни неприемлем, но он слишком укоренился.
В 1999 году посетивший Питкэрн новозеландец Рики Куинн был приговорен судьёй острова Джей Уорреном к 100 дням тюремного заключения за секс с несовершеннолетней 15-летней девушкой Питкэрна.
В 2002 году Королева-в-Совете приняла Указ о Питкэрне 2002 года, который подготовил почву для судебного разбирательства, состоявшегося в Новой Зеландии в 2004 году. Однако тогда обвиняемые выиграли разбирательство. Из Новой Зеландии на остров прибыли три судьи, несколько адвокатов обвинения и защиты и другие сотрудники суда. Их прибытие увеличило вдвое количество людей на острове на время их присутствия там. Свидетели, живущие за границей, давали удалённо показания с помощью спутниковой видеосвязи. 45 питкэрнцам было приказано сдать около 20 ружей по причине возможного обострения эмоций и избежания несчастных случаев на охоте.
По состоянию на апрель 2006 года стоимость судебного разбирательства составила 14,1 млн новозеландских долларов.

## Местная реакция
28 сентября 2004 года жена обвиняемого мэра Олив Кристиан созвала встречу 13 женщин острова, представляющих три поколения в её доме для «защиты» мужчин острова. Утверждая, что секс несовершеннолетних был принят как полинезийская традиция с момента заселения острова в 1790 году, Олив Кристиан сказала о своём девичестве следующее: «Мы все думали, что секс — это как еда на столе». Две дочери Кэрол Уоррен также сказали, что они обе были сексуально активными с 12 лет, при этом одна из них утверждала, что начала заниматься сексом в 13 лет. Они и другие женщины, присутствовавшие на встрече, которые поддержали их мнение о том, что секс с несовершеннолетними является нормальным явлением на Питкэрне, решительно заявили, что все предполагаемые жертвы изнасилования были добровольными участниками.
Шарлин Уоррен утверждала, что детективы предлагали ей деньги для дачи показаний; под давлением она пояснила, что деньги относятся к предусмотренной законом «компенсации жертвам преступлений». Некоторые женщины выдвинули теорию заговора, согласно которой суд был частью «британского заговора с целью заключения в тюрьму трудоспособных мужчин и „закрытия“ острова». «Они выбрали всех жизнеспособных молодых людей, тех, кто составляет основу этого места», — сказала художница Меральда Уоррен.
Не все женщины на острове были такими защитниками. Некоторые из присутствовавших на собрании сидели «молча и казались неловкими», создавая у репортёров впечатление, что они не придерживаются тех же взглядов.
Многие жители Питкэрна бойкотировали судебный процесс. В то время как многие питкэрнцы опасаются, что исход судебного процесса может стать похоронным звеном для крошечного государства, другие выразили оптимизм в отношении того, что он может ознаменовать новое начало для Питкэрна, поскольку люди, ранее исключённые из структуры власти, будут оценены за свои навыки и вклад по-новому. Многие жители Питкэрна считают, что с ними обращаются несправедливо; например, Майк Уоррен сказал, что все судебное разбирательство с самого начала было «подготовкой». Бывший житель Питкэрна Рив Куз выразил чувства многих питкэрнцев по Radio New Zealand, заявив, что «жители Питкэрна подвергаются издевательствам».

## Краткая хронология
Судебный процесс начался на Питкэрне 30 сентября.
Четыре дня спустя, 4 октября, бывшая житель острова в письменном заявлении, зачитанном полицией (имя не разглашается), утверждала, что мэр Стив Кристиан дважды изнасиловал её в 1972 году, когда ей было 12 лет, один раз в кустах и один раз в лодке, пришвартованной в заливе Баунти. Она сказала, что он использовал девочек-подростков в качестве своего личного гарема. «Стив, казалось, взял на себя ответственность инициировать всех девушек, и похоже на то, что мы были его гаремом», — заявила она. По её словам, она не проинформировала своих родителей или других членов общины, потому что «знала, что ничего никто с этим не будет делать из-за предыдущего опыта на острове».
8 октября Дэйв Браун, зять мэра Стива Кристиана, стал вторым обвиняемым, признавшим себя виновным. Браун, 49-летний тракторист, признал себя виновным по двум обвинениям в непристойном нападении на 14-летнюю девушку в середине 1980-х годов и в растлении 15-летней девушки во время поездки на рыбалку в 1986 году.
21 октября адвокаты, представляющие 7 обвиняемых, представили свои окончательные доводы. Большую часть дня занимал защитник Рэнди Кристиана, сын мэра Стива Кристиана. Рэнди обвинили в пяти изнасилованиях и семи непристойных нападениях на четырёх женщин в период с 1988 по 1999 год. Он также предположительно совершил нападение на пяти- или семилетнюю девочку, начиная с 1989 или 1991 года, и постоянно оскорблял её в течение следующего десятилетия. Рэнди Кристиан признался, что занимался сексом с несовершеннолетней девочкой 11 или 12 лет.
Адвокат Аллан Робертс утверждал, что отношения Кристиана с ребёнком были обоюдными. Девушка, которой на момент суда было 20 лет, инициировала полицейское расследование 4 года назад, когда она рассказала своей матери о жестоком обращении, которому она подверглась. Её мать, в свою очередь, рассказала об этом Гейл Кокс, приехавшему с визитом офицеру британской полиции. Это был первый случай, когда внешний мир узнал о распространённости сексуального насилия на Питкэрне. Алан Робертс предъявил любовные письма, написанные девушкой до того, как Кристиан покинул Питкэрн и отправился на Остров Норфолк, чтобы подтвердить своё заявление о том, что она была увлечена Кристианом. По словам Аллана Робертса, это расследование продолжилось после того, как Кристиан покинул остров. Он сказал, что в своём заявлении в полицию она призналась, что «влюблена в Рэнди, хотя его больше нет на острове». Робертс назвал её «холодной, жестокой и мстительной лгуньей, которая не остановится ни перед чем, чтобы привлечь к себе внимание», чья жалоба в полицию была не чем иным, как местью за то, что он её бросил.
Прокурор Саймон Мур отверг эту защиту, обвинив Кристиана в том, что он использовал их десятилетнюю разницу в возрасте и свою превосходящую физическую силу в своих интересах. Признавая, что для девушки влюбленность в мужчину постарше не было чем-то необычным и что было мало свободных молодых людей, Саймон Мур утверждал, что Кристиан воспользовался наивностью, невежеством и невиновностью девушки: «Он льстил ей, он играл с ней и заманивал её в ситуации, в которых он мог делать все, что хотел». Суду сообщили, что в течение рассматриваемого периода у Кристиана были две девушки, достигшие совершеннолетия. Одна из них была офицером по дезинсекции, которая приехала на Питкэрн, чтобы избавить остров от крыс.

## Вердикт и последствия
24 октября 2004 года Верховный суд Питкэрна признал 6 из 7 обвиняемых виновными по 35 из 55 обвинений. Только Джей Уоррен, бывший магистрат острова с 1990 по 1999 год, был оправдан по всем пунктам обвинения. Главный судья Питкэрна Чарльз Блэки высмеял утверждение мэра Стива Кристиана о том, что его отношения с одной из его жертв были согласованными:
Она была молода, наивна и ранима. <...> Её спрятали в кусты, и там обвиняемые воспользовались ею. Не было ни привязанности, ни поцелуев, ни романтических отношений. Она не хотела, чтобы это случилось.
26 октября 2004 года прокурор Саймон Мур заявил Radio New Zealand, что обвинения и приговоры были лишь верхушкой айсберга и составили лишь треть случаев, о которых полиции стало известно, когда они начали расследование. Он сказал, что должны быть предъявлены новые обвинения в отношении людей, живущих в настоящее время в Австралии и Новой Зеландии, но отказался предоставить дополнительную информацию, сославшись на «действующие обширные приказы о запрете использования имен». Саймон Мур уточнил, что некоторые из этих жертв проявили интерес к возвращению на Питкэрн, и что они должны были быть довольны тем, что справедливость восторжествовала и что остров был безопасным местом для их семей.
Профессор Джон Коннелл, эксперт по южной части Тихого океана из Сиднейского университета сказал, что если бы эти люди были заключены в тюрьму, их пришлось бы временно освобождать, поскольку они нужны для укомплектования баркаса, без которого остров не смог бы находиться в контакте с внешним миром. Некоторые жители острова выражали опасения, что без осуждённых не хватило бы тех, кто мог бы управлять баркасом. Другие, менее связанные с этим делом, отметили, что обвиняемые помешали другим островитянам стать более опытными в управлении лодками. Это был ещё один пример проблем «власти и контроля», существовавших на острове. Государственный защитник Поль Дакр призвал суд выносить приговоры с учётом уникальных условий жизни островного общества. «Мы говорим о 50 человек, живущих на скале, а не о 50 миллионах в Англии», — сказал он.
В ожидании приговора 27 октября адвокаты шести осуждённых просили о помиловании, утверждая, что это необходимо для выживания иждивенцев. Только двое из шести выразили сожаление. Деннис Кристиан отправил своей основной жертве извинения по электронной почте и выразил «глубокое раскаяние», а Дэйв Браун сделал заявление через своего адвоката, что он «сожалеет о причиненных страданиях». Его отец, Лен Браун, отказался извиняться за свои проступки, а адвокат Аллан Робертс заявил суду, что извинение было бы «мошенничеством».
Мэр Стив Кристиан, Рэнди Кристиан и Лен Браун были приговорены к тюремным срокам от двух до шести лет. Разрабатывая заявление главного судьи Блэки, Брайан Николсон из британской верховной комиссии в Новой Зеландии сказал: «Наказания были адаптированы для Питкэрна и учитывают уникальную изоляцию, население менее 50 человек и зависимость от рабочей силы». Ни один из приговоров не был приведён в исполнение до 2006 года в ожидании постановления Тайного совета о юридической действительности британского суверенитета и судебной власти на Питкэрне.
В январе 2007 года Брайан Майкл Джон Янг был признан виновным в изнасиловании и непристойном нападении. В декабре его приговорили к шести годам и шести месяцам лишения свободы. Было приказано доставить Янга на Питкэрн для отбытия наказания.

## Апелляции
Шесть осуждённых подали апелляцию в Верховный суд Питкэрна в Папакуре (Новая Зеландия). Адвокаты утверждали, что, поскольку колониальные правители Питкэрна никогда не применяли британские законы, шестеро мужчин, осуждённых за преступления на сексуальной почве, не могли знать, что их действия были незаконными, что было отклонено прокурором Саймоном Муром по причине экстраординарности. Судебные заседания транслировались в прямом эфире в здание суда в Адамстауне по видеосвязи. За ходом слушаний наблюдали около 20 местных жителей, включая обвиняемых.
Обвинители Короны представили множество старых документов, чтобы опровергнуть то, что британские законы никогда не применялись на Питкэрне или что жители Питкэрна никогда не знали, что они подпадают под его действие. Согласно документам, жители территории на протяжении многих лет обращались за советом и вмешательством к Великобритании в делах, связанных с супружеской изменой, абортом, клептоманией, покушением на убийство и кражей женского нижнего белья.
24 мая 2005 года суд Окленда отклонил апелляцию шести осуждённых. В 2006 году их апелляция была рассмотрена Судебным комитетом Тайного совета.
Дополнительная апелляция, поданная общественным защитником, была рассмотрена Апелляционным судом 31 января 2006 года. Основанием для апелляции было обоснование применимых к обвиняемым законов, при этом защитник утверждала, что британский закон не был ратифицирован на Питкэрне. Апелляционный суд Питкэрна отклонил это требование. Апелляция Рэндалла Кристиана против обвинения в непристойном нападении на девушку младше 13 лет была оставлена в силе, но это решение не повлияло на его шестилетний приговор по другим обвинениям. Мужчины обратились в Судебный комитет Тайного совета. В июле 2006 года Тайный совет внезапно прекратил рассмотрение апелляции, заявив, что аргумент о том, что Питкэрн всегда был самоуправляемым, нереалистичен. Последние апелляции всех шестерых мужчин были отклонены 30 октября 2006 года.

## Обвиняемые
Обвиняемыми, проживавшими на острове, были:
- Стивен Кристиан (англ. Steve Christian) — мэр с 1999 года. Ему было предъявлено обвинение в шести изнасилованиях и четырёх непристойных нападениях, совершенных в период с 1964 по 1975 год. Не признал себя виновным по всем обвинениям в изнасиловании и сексуальном насилии. Признался в двух сексуальных контактах с несовершеннолетними женщинами, которые, по его словам, были добровольными. Кристиан был осуждён за пять изнасилований и оправдан за четыре непристойных нападения и одно изнасилование. Он был приговорен к трем годам лишения свободы. По-прежнему заявляя о своей невиновности и отказываясь уйти в отставку, 30 октября 2004 года он был уволен с должности губернатором Ричардом Феллом.
- Рэнди Кристиан (англ. Randy Christian) — сын Стива Кристиана. Был председателем влиятельного Внутреннего комитета, что фактически сделало его заместителем его отца. В период с 1988 по 1999 год ему было предъявлено пять обвинений в изнасиловании и семь в непристойном нападении на четырёх женщин. Его также обвинили в том, что он нацелился на одну девочку в возрасте пяти или семи лет, неоднократно оскорбляя её в течение следующего десятилетия. Рэнди Кристиан признался, что занимался сексом с несовершеннолетней девочкой 11 или 12 лет. Он был осуждён за четыре изнасилования (в отношении одной и той же девочки в возрасте 10 лет) и пять обвинений в непристойном нападении, но с него сняли обвинения в одном изнасиловании и двух непристойных нападениях. Его шестилетний тюремный срок был самым суровым из когда-либо полученных сроков на Питкэрне. Губернатор Фелл отстранил его от должности председателя Внутреннего комитета 30 октября 2004 года после его отказа уйти в отставку.
- Лен Карлайл Браун (англ. Len Carlyle Brown) — тесть Стива Кристиана. Был осуждён за два изнасилования. Через своего адвоката Аллана Робертса Браун отказался извиняться. По словам Робертса, это было бы «мошенничеством». Его приговорили к двум годам тюремного заключения, но из-за возраста ему разрешили подать заявление о домашнем задержании.
- Дэйв Браун (англ. Dave Brown), или Лен Кэлвин Дэвис Браун (англ. Len Calvin Davis Brown) — сын Лена Брауна. 8 октября 2004 года признал себя виновным по двум обвинениям в непристойном нападении на 14-летнюю девушку и одному обвинению в растлении 15-летней девушки. Он продолжал отрицать 12 других обвинений, в том числе одно в принуждении 5-летней девочки к оральному сексу. Браун был признан виновным в девяти непристойных нападениях на трех девочек, но с него сняли четыре обвинения в непристойном нападении и два в грубейшем непристойном поведении. Ранее он сказал британской журналистке Кэти Маркс, что ненавидит репортёров и устал от их лжи. Однако после вынесения приговора его адвокат Чарльз Като заявил суду, что Браун «сожалеет о причиненных неудобствах». Его приговорили к 400 часам общественных работ и предписали пройти психологическую консультацию.
- Деннис Рэй Кристиан (англ. Dennis Ray Christian) признал себя виновным 5 октября 2004 года по двум обвинениям в сексуальном посягательстве и по одному обвинению в непристойном нападении на молодых девушек. 27 октября суду сообщили, что Кристиан отправил своей основной жертве электронное письмо с извинениями и выражением «глубокого раскаяния». Он был приговорен к 300 часам общественных работ и прошел психологическую консультацию.
- Карлайл Терри Янг (англ. Carlisle Terry Young) — потомок гардемарина HMS Bounty Неда Янга. За почти 20 лет столкнулся с одним обвинением в изнасиловании и семью обвинениями в непристойном нападении. Был признан виновным в одном изнасиловании и шести непристойных нападениях (одно обвинение в непристойном нападении было снято). Янг был приговорен к пяти годам лишения свободы. Он возмущался, что его фотографируют на суде, и оттолкнул репортера Кэти Маркс в сторону, когда она попыталась сфотографировать его.
- Джей Уоррен (англ. Jay Warren) — бывший магистрат Островов Питкэрн с 1990 по 1999 год, когда его должность была заменена на должность мэра после внесения изменений в Конституцию. С Уоррена сняли обвинение в непристойном нападении.

Другой обвиняемый, Шон Кристиан, который был осуждён после экстрадиции в Новую Зеландию, был избран мэром Питкэрна в 2013 году.
По состоянию на март 2009 года только один заключённый, Брайан Янг, всё ещё содержался в островной тюрьме, а всем остальным был предоставлен статус домашнего ареста. 23 апреля 2009 года сообщалось, что Брайан Янг был освобождён под домашний арест, отбыв чуть более двух лет своего первоначального приговора в шесть с половиной лет.